# Herbert Standing
Pour les articles homonymes, voir Standing.
Herbert Standing est un acteur britannique né à Peckham à Londres (Grande-Bretagne) le 13 novembre 1846 et mort à Los Angeles (Californie) le 5 décembre 1923 d'une brève maladie.
De 1900 à 1914, il participa à plusieurs productions de Broadway.
Il débuta au cinéma en 1913.
Il fut l'époux d'Émilie Brown, dont il eut douze enfants.
Il était le père des acteurs Guy Standing, Percy Standing, Wyndham Standing et Jack Standing.

## Filmographie partielle
- 1915 : The Gentleman from Indiana de Frank Lloyd
- 1915 : Jane de Frank Lloyd
- 1916 : Redeeming Love de William Desmond Taylor
- 1916 : The House of Lies de William Desmond Taylor
- 1916 : The Call of the Cumberlands de Frank Lloyd
- 1916 : The Code of Marcia Gray de Frank Lloyd
- 1916 : An International Marriage de Frank Lloyd
- 1916 : Madame la Presidente de Frank Lloyd
- 1916 : The Tongues of Men de Frank Lloyd
- 1916 : David Garrick de Frank Lloyd
- 1916 : The Heart of Paula de Julia Crawford Ivers et William Desmond Taylor
- 1916 : The Stronger Love de Frank Lloyd
- 1916 : The Intrigue de Frank Lloyd
- 1918 : À chacun sa vie (Amarilly of Clothes-Line Alley) de Marshall Neilan
- 1918 : Douglas a le sourire (He Comes Up Smiling) de Allan Dwan
- 1918 : Pour un baiser (Wild Honey) de Francis J. Grandon
- 1918 : L'École du bonheur (How Could You, Jean?) de William Desmond Taylor
- 1919 : Almost a Husband de Clarence G. Badger
- 1919 : Un soir d'orage (Through the Wrong Door) de Clarence G. Badger
- 1919 : Beware ! de William Nigh
- 1920 : Le Loupiot (Judy of Rogue's Harbor) de William Desmond Taylor
- 1920 : She Couldn't Help It
- 1920  : Ne vous mariez jamais (Don't Ever Marry) de Marshall Neilan et Victor Heerman
- 1921 : The Infamous Miss Revell de Dallas M. Fitzgerald
- 1922 : Le Calvaire de madame Mallory (The Impossible Mrs. Bellew) de Sam Wood
- 1922 : Tu ne tueras point (The Trap) de Robert Thornby
- 1922 : Fiancé malgré lui (The Crossroads of New York) de F. Richard Jones